# Толпинка
Толпинка — річка в Росії, у Кореневському й Рильському районах Курської області. Ліва притока Сейму (басейн Дніпра).

## Опис
Довжина річки 16 км, площа басейну 73км².

## Розташування
Бере початок на південному заході від села Южний. Тече переважно на південний захід через Олександровку, Гавриловку, Толпино і біля Ушитино впадає у річку Сейм, ліву притоку Десни.